# Đậu lưỡi rồng
Đậu lưỡi rồng là quả đậu non của đậu Pinto, đậu Cranberry thuộc loài đậu có vỏ Phaseolus vulgaris (shell bean).

## Đặc điểm
Đậu lưỡi rồng có hạt được bọc trong một vỏ da bóng (buffed) nhiều màu với các mẫu màu đỏ lốm đốm khắp bề mặt của vỏ. Những hạt có vỏ có màu xanh nhạt hồ trăn trong, kích thước nhỏ nhắn, và hình dạng có hình trứng và hơi cong.

## Sử dụng
Đậu lưỡi rồng có thể được thu hoạch, hái và sử dụng để ăn cả vỏ và các hạt như một đậu non hoặc để phát triển tiếp thành đậu có vỏ để lấy hạt.